# Maurice Hauriou
Maurice Hauriou (Ladiville, Charente, 17 de agosto de 1856 — Toulouse, Alto Garona, 12 de marzo de 1929) fue un jurista y sociólogo francés.

## Biografía
Político, jurista, sociólogo y educador francés, Maurice Hauriou contribuyó poderosamente con su obra al desarrollo del derecho administrativo. 
Hauriou nació en Ladiville, Charente, Francia, en 1856. Profesor de derecho administrativo de la Universidad de Toulouse, consideró las instituciones del estado como un instrumento cuyo objetivo fundamental era la defensa de la vida civil y de la libertad. Hauriou defendió el orden individualista de la empresa y la propiedad privada, y contribuyó al desarrollo de procedimientos legales que protegieran a los ciudadanos de actuaciones administrativas indebidas, oponiendo así a la teoría de la soberanía nacional un sistema fundamentado sobre los derechos del individuo. 
Figuran entre sus principales obras Principes du droit public (1910; Principios de derecho público), Précis du droit constitutionnel (1923; Compendio de derecho constitucional) y Précis du droit administratif (Compendio de derecho administrativo), libro este último que reelaboró en profundidad en cada una de sus numerosas ediciones. 
Maurice Hauriou, que fue también uno de los primeros teóricos de la sociología jurídica, murió en Toulouse, Francia, el 12 de marzo de 1929.
Maurice Hauriou buscaba la síntesis entre el idealismo y el realismo como base de la sociología del derecho 

### Publicaciones
- Eisenmann, Charles (Juillet à décembre 1930). «Deux théoriciens du droit : Duguit et Hauriou» [Dos teóricos del derecho: Duguit et Hauriou]. Revue Philosophique de la France et de l’Étranger (en francés) CX: 231-279. Consultado el 16 de mayo de 2012.
- Hauriou, M. (julio de 1891). «Des services d’assistance». Revue d’économie politique (en francés) (Paris: L. Larose et Forcel) 5 (7): 615-623. Consultado el 31 de mayo de 2012.
- Hauriou, Maurice (Janvier à juin 1894). «La crise de la science sociale» [La crisis de la ciencia social]. Revue du droit public et de la science politique en France et à l'étranger (en francés) I: 294-321. Consultado el 16 de mayo de 2012.
- Hauriou, Maurice (1918). «Le droit naturel et l'Allemagne» [El derecho natural y Alemania]. Le Correspondant (en francés): 913.
- Hauriou, Maurice (abril de 1918). «An Interpretation of the Principles of Public Law» [Una Interpretación de los Principios de Derecho Público]. Harvard Law Review (en inglés) XXXI (6): 813-821. Consultado el 16 de mayo de 2012.

### Enciclopedias
- «HAURIOU MAURICE (1856-1929)». Encyclopædia Universalis (en francés). Consultado el 17 de mayo de 2012.
- «Maurice Hauriou». Encyclopédie Larousse (en francés). Consultado el 16 de mayo de 2012.
- «Maurice Hauriou». Wikibéral (en francés). Consultado el 13 de mayo de 2012.
- «Maurice-Jean-Claude-Eugène Hauriou». Encyclopædia Britannica (en francés). Consultado el 16 de mayo de 2012.

- Datos: Q1387543
- Multimedia: Maurice Hauriou / Q1387543